# Abborrtjärnen (Ytterlännäs socken, Ångermanland, 698168-158756)
Abborrtjärnen är en sjö i Kramfors kommun i Ångermanland och ingår i Ångermanälven-Gådeåns kustområde.